# Ariobarzan
Ariobarzan (perz. Ariyabrdhna, poznat i pod imenima Ario Barzan ili Aryo Barzan: „onaj koji je proslavio Iran“) je bio perzijski satrap i vojskovođa. Najpoznatiji je po bitci kod Perzijskih vrata gdje je predvodio mali broj perzijskih vojnika koji su na mjesec dana zadržali vojsku Aleksandra Makedonskog tijekom zime 330. pr. Kr.

## Život
Unatoč tome što se pouzdano ne zna točan datum Ariobarzanova rođenja, pretpostavlja se kako se rodio oko 368. pr. Kr. Ariobarzan je 335. pr. Kr. postao satrapom Persisa (pokrajina Perzija) gdje ga je postavio Darije III. Kodoman. Mnogim povjesničarima ovaj Kodomanov potez je iznenađujući budući kako ranije takav položaj nije postojao, no s obzirom na složenu političku situaciju prilikom makedonske invazije pretpostavlja se kako je Kodoman time želio osigurati srce Perzije dok je skupljao novu vojsku kod Ekbatane. Ariobarzan je prethodno bio jedan od perzijskih zapovjednika tijekom bitke kod Gaugamele 331. pr. Kr.

## Smrt
Nakon perzijskog poraza u bitci kod Gaugamele, vladar Darije III. shvatio je kako neće moći braniti glavni grad Perzepolis pa je krenuo na istok u pokušaju da obnovi svoju vojsku, dok je obranu Farsa prepustio Ariobarzanu. U međuvremenu, Aleksandar Makedonski podijelio je svoju vojsku i poveo 17.000 vojnika prema Perzepolisu kroz Perzijska vrata. U tom uskom klancu Ariobarzan je postavio uspješnu zasjedu koja je napala makedonsku vojsku pri čemu su pretrpjeli velike gubitke. Perzijska elitna vojska uspješno je odolijevala napadima u bitci kod Perzijskih vrata mjesec dana, nakon čega je Aleksandar pronašao zaobilazni planinski put te opkolio malobrojne Perzijance. Nakon toga uslijedila je perzijska borba do posljednjeg čovjeka, pri čemu je poginulo svih 500-tinjak boraca uključujući Ariobarzana, dok su Makedonci pretrpjeli mnogo veće gubitke jer na takvom terenu nisu uspjeli iskoristiti prednosti svoje falange i elitne konjice. Neki izvori govore kako su Perzijanci izdani od strane zarobljenog plemenskog poglavara koji je Aleksandru pokazao zaobilazni put preko Perzijskih vrata, no danas se to uglavnom smatra mitom utemeljenim na pričama o pastiru Efijaltu iz vrlo slične bitke kod Termopila.

## Poveznice
- Bitka kod Perzijskih vrata
- Aleksandar Makedonski
- Perzijsko Carstvo
- Perzepolis

| Prethodnik: | Satrap Persisa (335. - 330. pr. Kr.) | Nasljednik: |
| Nitko       | Satrap Persisa (335. - 330. pr. Kr.) | Nitko       |

## Vanjske poveznice
- Ariobarzan (Livius.org, Jona Lendering)
- Farnabaz, The Columbia Encyclopedia, šesto izdanje (2006.)
- Kralj Darije III. Kodoman
- Gabae: Ime dvaju mjesta u Perziji i Sogdijani
- Perzijska vrata: fotografije bojišta (Livius.org)  Arhivirana inačica izvorne stranice od 18. travnja 2009. (Wayback Machine)